# Viaductul Poiana Teiului
Viaductul Poiana Teiului sau viaductul Poiana Largului este un viaduct rutier pe drumul național 15, care traversează coada lacului Bicaz în dreptul satului Poiana Largului din comuna Poiana Teiului, în județul Neamț. Viaductul este situat la km 243+610 al DN15.

## Context
În 1903, după satisfacerea serviciului militar, Dimitrie Leonida s-a înscris la Școala Politehnică din Berlin–Charlottenburg, o instituție universitară cu tradiție. Încă din 1904, viitorul inginer a devenit preocupat de amenajările hidroenergetice și a început să studieze în timpul liber ideea realizării practice a unui complex hidroenergetic pe unul din râurile tânărului Regat Român, considerând că Bistrița și Trotușul ar fi cele mai potrivite în acest scop. În opinia sa, o astfel de lucrare ar fi putut asigura dezvoltarea economică a întregii Moldove, exercitând o influență benefică asupra industriei și agriculturii locale. Walter Reichel, unul din profesorii care l-au remarcat pe Leonida, i-a propus ca amenajarea hidrotehnică a Bistriței să constituie viitoarea sa lucrare de diplomă. Leonida a absolvit facultatea în 1908, iar lucrarea sa de diplomă, intitulată „Studiul  unei uzine hidroelectrice la Stejaru, lângă Bicaz”, a fost apreciată de comisia de evaluare, notată cu nota maximă și cu mențiunea „Mit Auszeichnung bestanden” (cu distincție).
Revenit în țară, inginerul Dimitrie Leonida a fost angajat în administrația Căilor Ferate Române, poziție din care a militat intens pentru electrificarea României și a reluat studiile privind complexul hidroenergetic de la Bicaz. Prin intermediul său, profesorul George Macovei, asistat de Ion Atanasiu, a fost angajat de CFR să efectueze studiul geologic al regiunii, care a fost publicat în 1923 sub egida Institutului Geologic al României. În 1935, profesorul George Macovei a publicat și raportul special pe care îl depusese la Direcțiunea Electrificării CFR sub titlul „Barajul de la Bicaz”.
În lucrarea sa de diplomă, Dimitrie Leonida propusese un baraj de doar 20 m înălțime, dar în 1926 a întocmit o documentație în care prevedea o amenajare hidrotehnică mult mai complexă, cu un baraj de 60 m înălțime și o serie de lucrări conexe.
În anii 1949–1950, Institutul de Studii și Proiectări Energetice București a demarat un amplu program de studii și măsurători hidrologice pe valea Bistriței, iar pe baza acestora, la 13 noiembrie 1950, prin Hotărârea nr. 1182 a Consiliului de Miniștri al Republicii Populare Române, s-a decis:

– construirea pe râul Bistrița, în regiunea Bicaz, a unui baraj pentru crearea unui lac de acumulare cu o capacitate de cca. 1.200.000.000 mc apă, care să asigure compensarea debitelor râului între anii secetoși și ploioși;

– construirea unei centrale hidroelectrice pe Bistrița, la Stejaru, cu o putere de 210000 kw și cu o producție de aproximativ 430.000.000 kwh anual, care se va numi Centrala Hidroelectrică „Vladimir Ilici Lenin”.

## Istoric

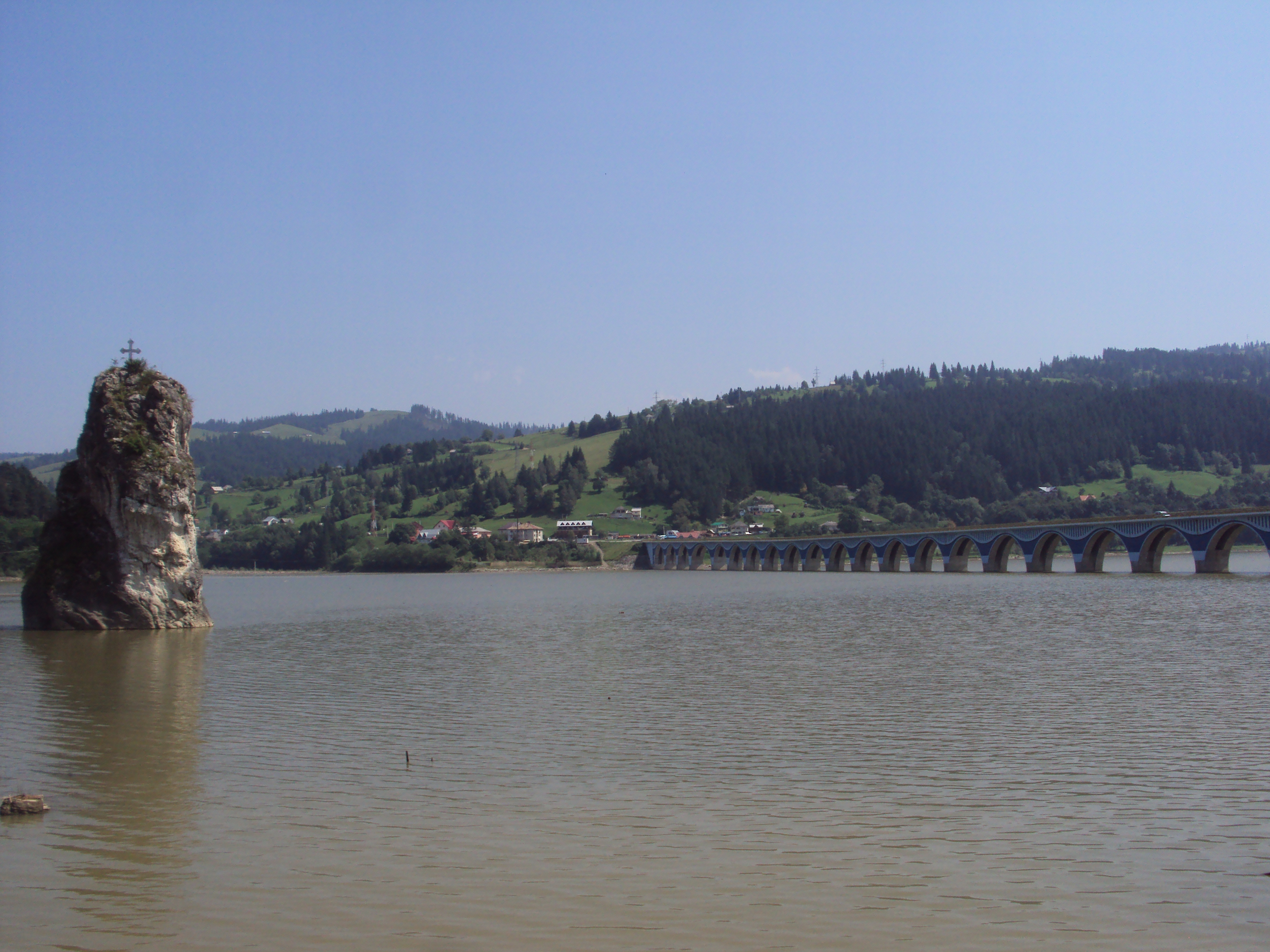
Viaductul și Piatra Teiului.

Realizarea în practică a unui obiectiv atât de complex urma să conducă la deplasări de populație din zona afectată și la reconfigurarea traseelor unor căi de comunicații și rețele de utilități. În acest sens, în anii următori au fost emise o serie de hotărâri, precum „planul de măsuri tehnico-organizatorice, referat și proiect de Hotărîre privind proiectarea și construcția lucrărilor de strămutare a centrelor populate din zona lacului de acumulare al Hidrocentralei „V.I. Lenin” de la Izvorul Muntelui Bicaz”, întocmit în 1953.
O problemă dificilă a constituit-o reconstrucția a peste 30 km din drumul național 15, care la acea vreme parcurgea un traseu relativ paralel cu albia râului Bistrița. Din cauza terenului dificil, cu declivități pronunțate și alunecări de teren, au fost analizate mai multe variante și efectuate studii topografice amănunțite. În final a fost aleasă o variantă pe malul stâng al râului Bistrița, care avea avantajul expunerii la soare, permițând menținerea uscată a carosabilului și cheltuieli mai reduse pentru deszăpezire. Pentru realizarea noului traseu s-au executat lucrări de terasamente cu săpătură în stâncă, sute de metri de ziduri de sprijin, peste 10 km de drenuri, 147 de podețe și mai multe poduri și viaducte. Cel mai lung dintre acestea, care permite traversarea lacului de acumulare, a fost amplasat la coada lacului, la poziția kilometrică 243+610 a DN15, în apropierea monumentului naturii Piatra Teiului.
Proiectul viaductului a fost elaborat de un colectiv al Institutului de Proiectări pentru Transporturi București condus de inginerul Ernest Blank, șeful de proiect. Viaductul a fost proiectat pentru clasa 1 de încărcare S60A13, iar construcția lui a început în 1958, execuția fiind asigurată de Întreprinderea de Construcții Poduri. A fost finalizat în 1960 și dat în exploatare în 1961, deși construcția întregii variante noi a DN15 a mai continuat până în 1964.
Structura viaductului a fost fundată direct în orizontul de pietriș și nisip, la adâncimi variind între 5 și 6 m, iar platelajul podului a fost realizat cu timpane pline și o parte carosabilă cu plăci  prefabricate din beton armat, îmbinate cu structuri turnate pe loc în zona centrală. Partea carosabilă are o lățime de 7,00 m și era prevăzută inițial cu două trotuare de 1,00 m lățime fiecare. Proiectanții au colaborat cu un arhitect pentru a imprima construcției un aspect plăcut.
În timp, viaductul s-a comportat bine, dar a suferit degradări în urma inundațiilor din aprilie–mai 2005, fiind necesară repararea și consolidarea sa. Inundațiile au dus la deplasarea albiei râului Bistrița din deschiderea dintre pilele P23–P24 în deschiderea P22–P23, precum și la coborârea talvegului cu circa 1,00 m. Zidul de sprijin al culeei din amonte a viaductului de acces spre Vatra Dornei s-a fracturat și răsturnat, ceea ce a dus la distrugerea rampei pe jumătate de cale. În urma inspectării podului s-a mai constatat că structura sa de rezistență prezenta atât defecte de suprafață, cât și zone cu beton degradat.
Divizia Poduri a institutului de proiectare IPTANA a fost desemnată să elaboreze un proiect de reparații și consolidare a viaductului pentru clasa E de încărcare (A30–V80), iar lucrările, care au început pe 23 octombrie 2006, au fost executate de sucursala Bacău a societății SC Hidroconstrucția SA București, prin Șantierul Poiana Teiului. Lucrările au presupus, printre altele:
- desfacerea completă a căii de rulare și trotuarelor, lărgirea acestora din urmă la 1,25 m;
- armarea și turnarea plăcii de suprabetonare, executarea hidroizolației și a îmbrăcăminții asfaltice pe pod;
- repararea zonelor cu beton degradat la pile, bolți și culei și refacerea sferturilor de con, a scărilor și casiurilor;
- consolidarea bolții dintre pilele P23–P24, adică deschiderea peste albia râului Bistrița;
- lucrări de terasamente.

Reparațiile s-au executat sub trafic, circulația pe pod nefiind întreruptă, ci restricționată prin semaforizare.

## Caracteristici geometrice și dimensionale

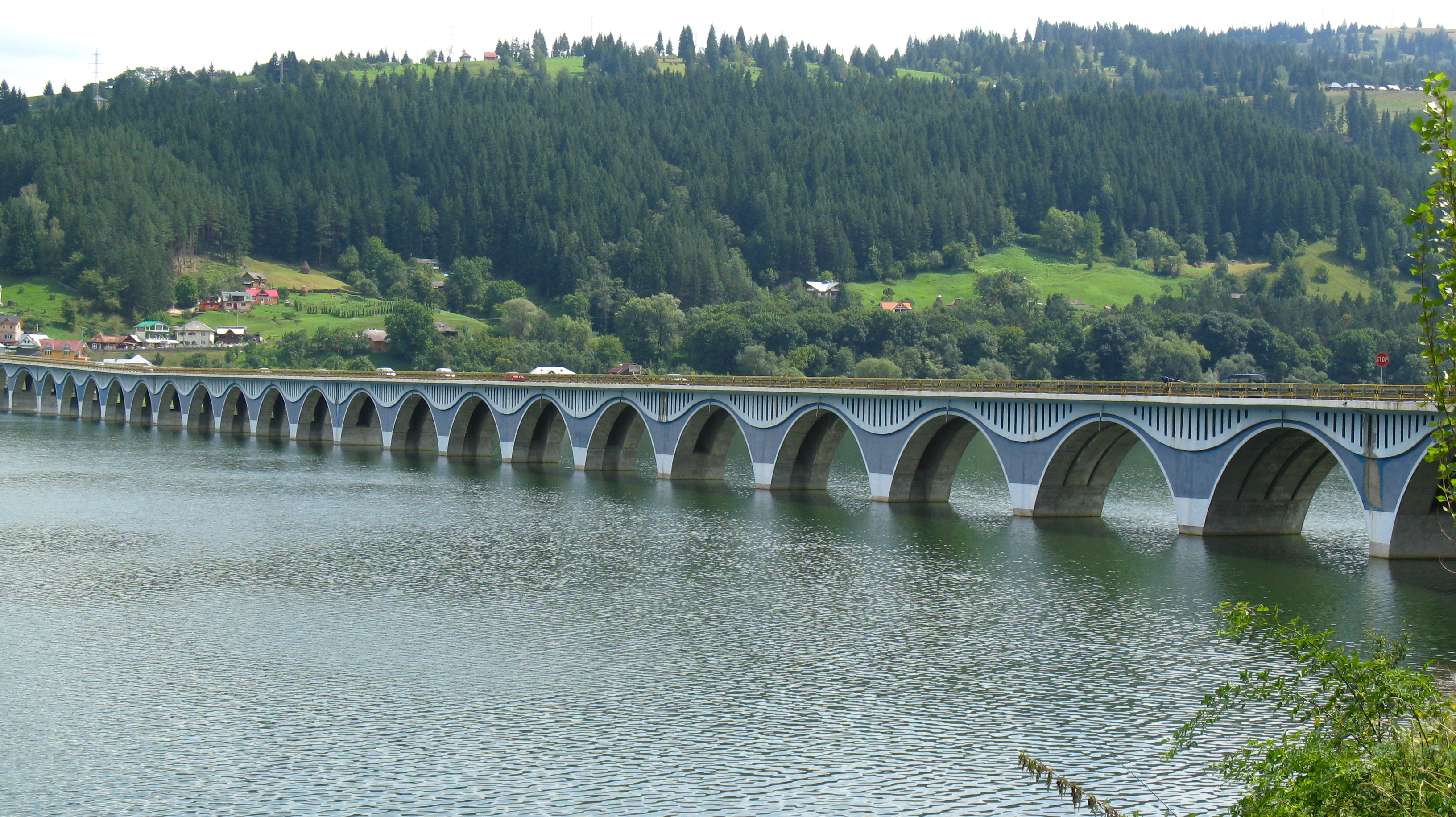
Viaductul în 2014, după reabilitare.

Viaductul este în aliniament pe o lungime de 542 m, iar pe malul drept al Bistriței se ramifică în două secțiuni cu raze de curbură de 120 m. Ramificația către Tulgheș și Borsec reprezintă continuarea aliniamentului viaductului, în timp ce a doua ramificație este o bretea de racordare a DN15 cu DN17B spre Vatra Dornei. Viaductul principal are 26 de deschideri de câte 23,00 m fiecare, din care 22 pe porțiunea în aliniament, și o deschidere de 36,00 m peste albia inițială a Bistriței (după alte surse 36,80 m), rezultând o lungime totală de 634 m. La aceasta se adaugă breteaua de racordare cu DN17B, care are trei deschideri de 23,00 m și o lungime de 69 m.
Cota viaductului este 520, în timp ce nivelul terenului din vecinătate crește de la cota cea mai joasă, 500 la traversarea Bistriței, până la cota 506, în punctul în care podul se ramifică. 
Structura construcției este alcătuită din bolți gemene dublu încastrate, având lățimea de 2,00 m și o distanță între ele de 2,00 m, cu grosimea la cheie de 0,35 m și grosimea la naștere de 0,50 m.
Fundațiile pilelor aveau inițial dimensiunile la bază de 5,00 m x 7,40 m, dar în urma reabilitării din 2006–2008, la fiecare a cincea deschidere și la pilele P23 și P24, adiacente deschiderii de 36 m, lățimea fundațiilor a fost crescută de la 5,00 la 7,00 m, cu scopul sporirii siguranței și stabilității generale în situațiile catastrofale.

## Salubritate
Deoarece pilele sale constituie un obstacol în calea apelor, în zona viaductului se strâng în mod regulat cantități însemnate de deșeuri. Pe 22 martie 2017, primăria Poiana Teiului a organizat o acțiune de ecologizare a zonei malurilor viaductului. În luna iulie 2018, peste 100 de tone de resturi de lemne, sticle de plastic și recipiente de metal transportate de precipitațiile abundente au fost colectate din zona barajului Bicaz și a viaductului Poiana Teiului. La ampla operațiune de salubrizare, care a durat timp de o săptămână, au luat parte angajați ai Apelor Române, Romsilva, Hidroelectrica, ISU Neamț, voluntari și firme private. În iulie 2020, angajați ai Sistemului de Gospodărire a Apelor Neamț au adunat circa 756 de kg de PET-uri, sticlă și materiale plastice de pe malurile viaductului de la Poiana Teiului.